# Église Saint-Laurent de Brescia
L'église Saint-Laurent est une église catholique romaine  de style baroque située sur la via Moretto, juste au nord de la Camera di Commercio  et près de la Piazza Bruno Boni, à Brescia ville de la région Lombardie, en Italie.

## Histoire
Une église paroissiale était précédemment située sur le site depuis le XIIIe siècle puis reconstruite en 1751–1763 dans le style baroque d'après des plans de Domenico Corbellini. Le plan de la nef en croix latine est surmonté d'une coupole octogonale surmontée d'une lanterne.

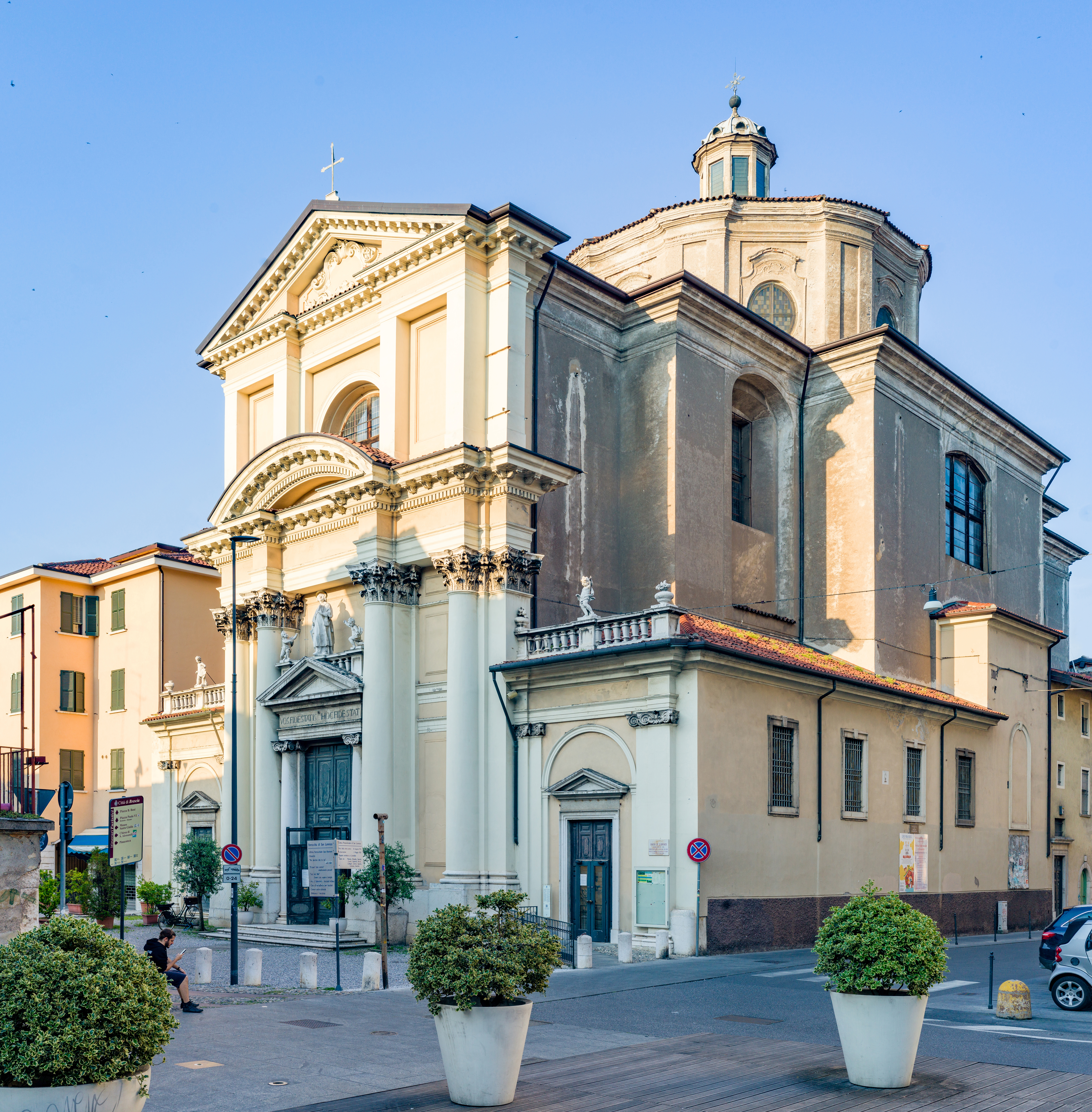
Vue d'ensemble.
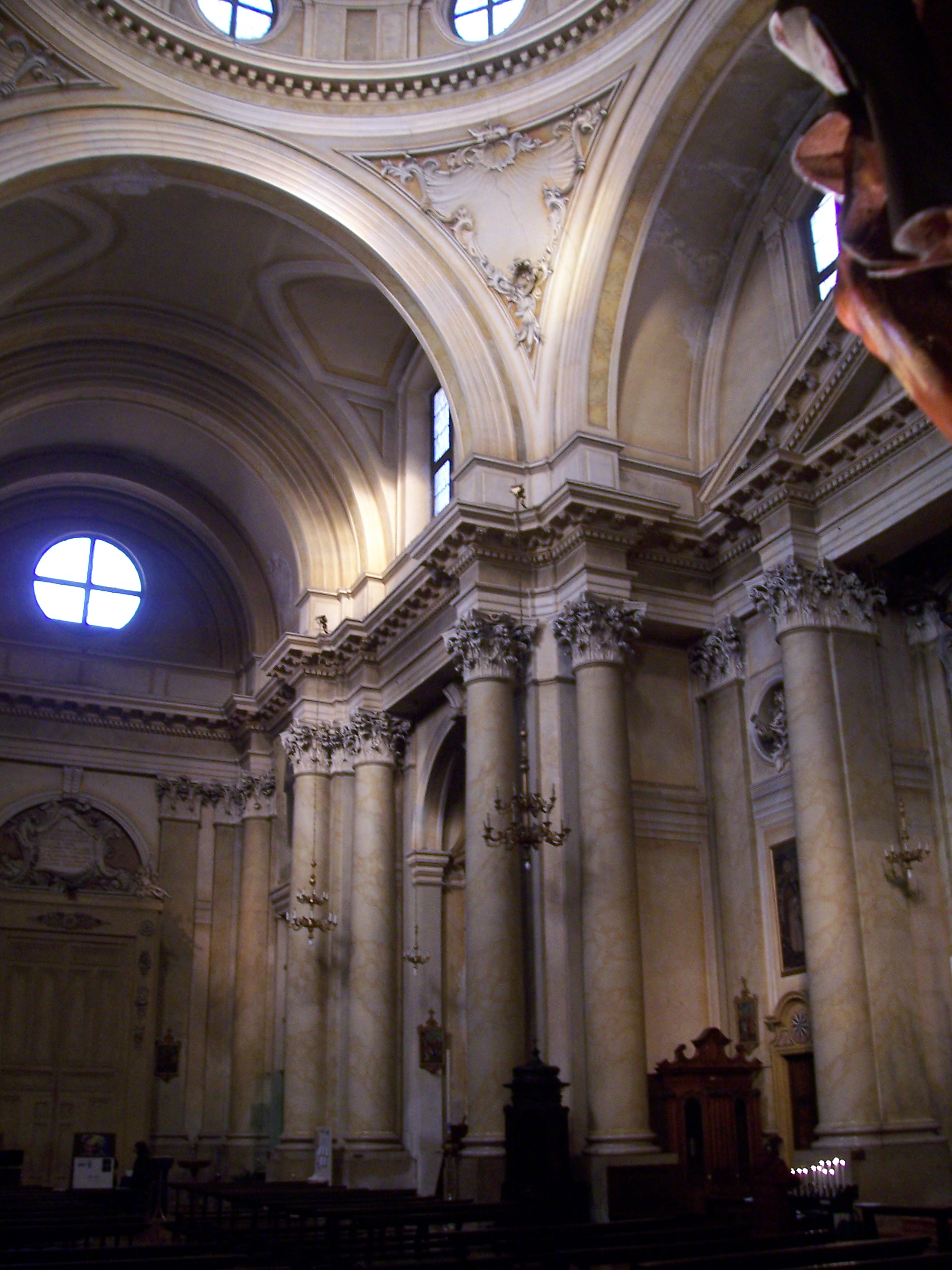
Intérieur.
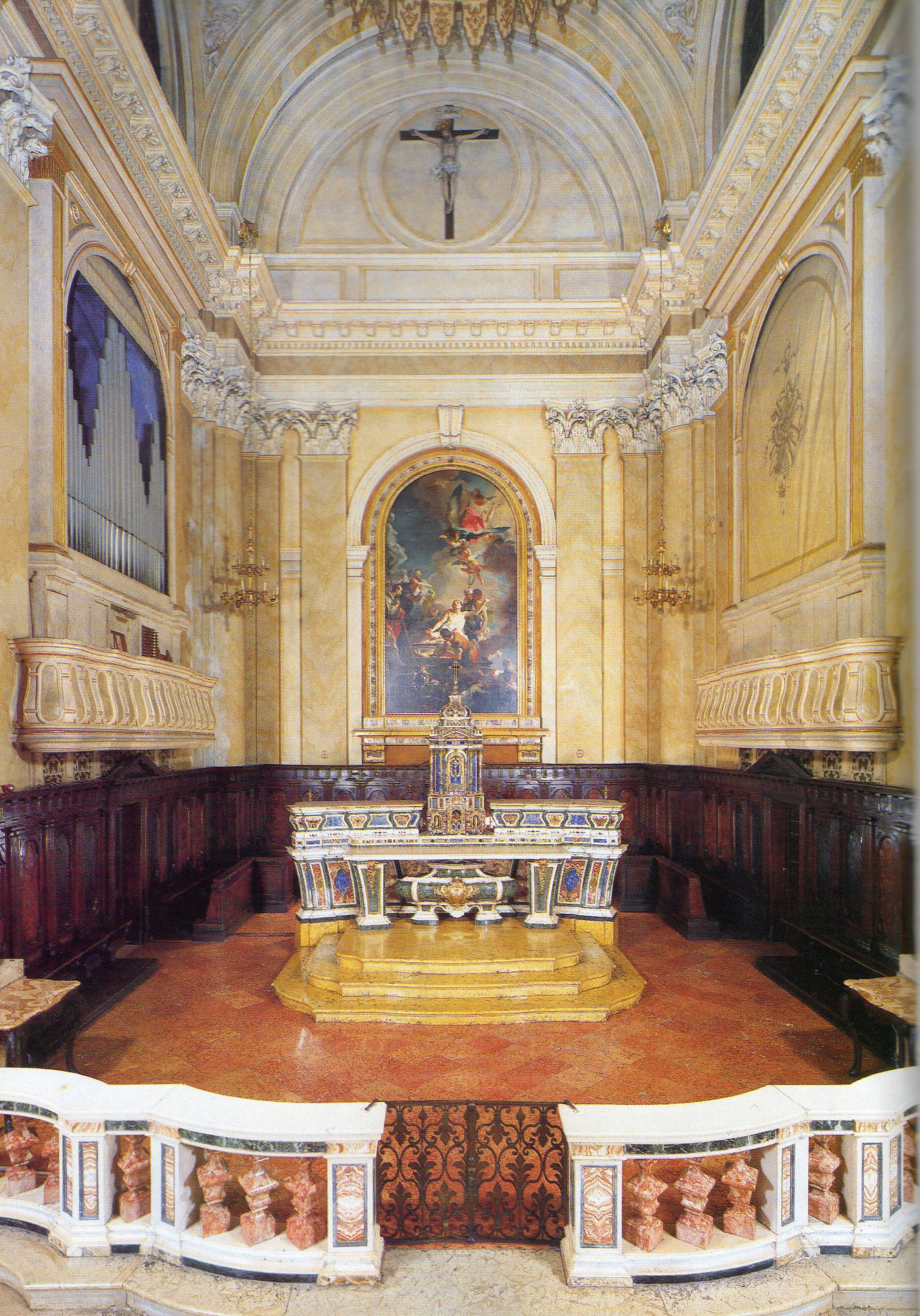
Presbytère.
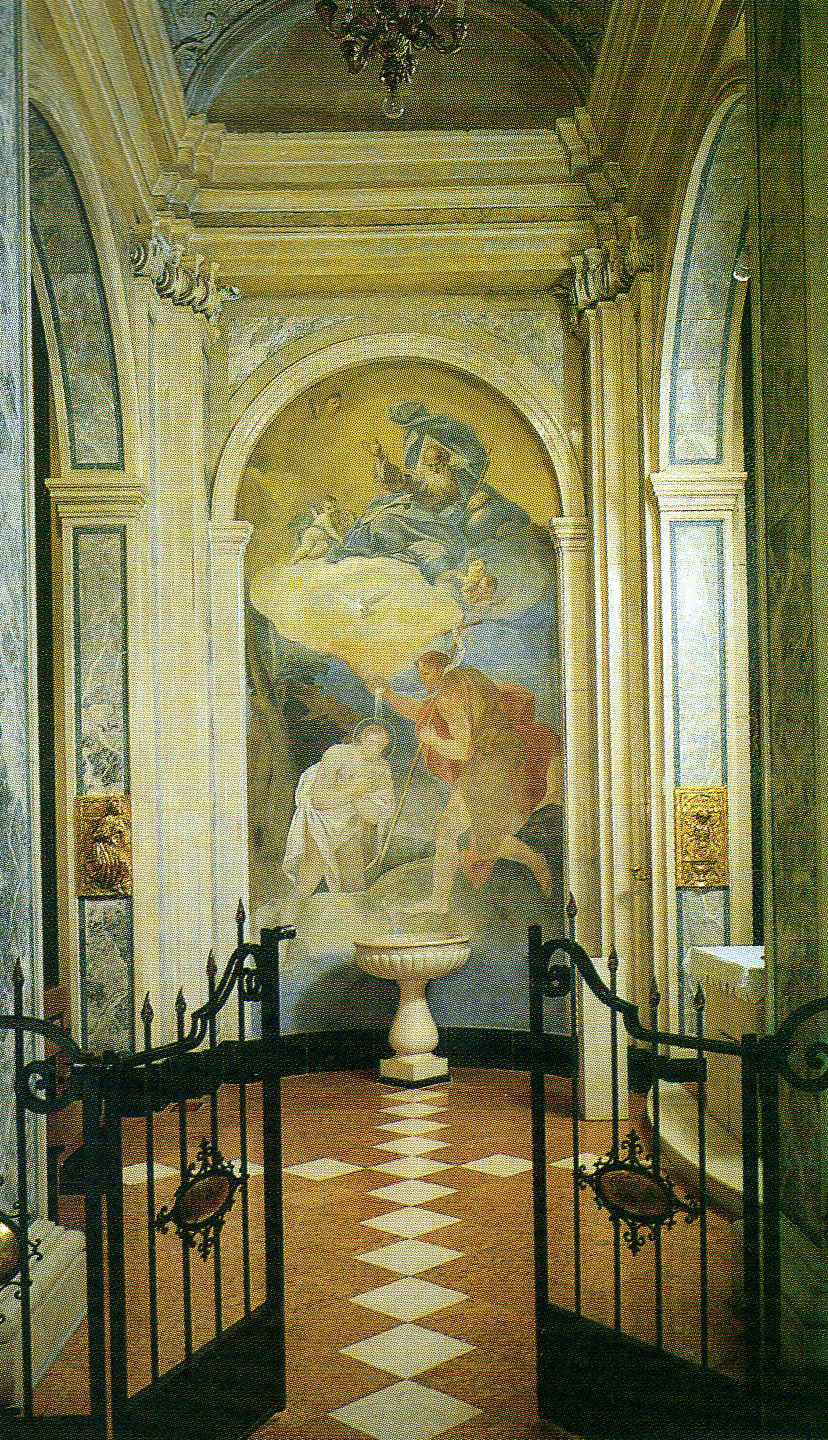
Fonts baptismaux.

## Œuvres conservées
Parmi les peintures intérieures :
- Sauveur sortant du Calvaire par Grazio Cossali (it)
- Saint Blaise, 1er autel, de Lodovico Sigurtà
- Crucifixion, 2e autel, Pietro Ricchi
- Sainte Vierge et un Ange Gardien, 3e autel, par Santo Cattaneo
- Martyre de saint Laurent, maître-autel, par Giambettino Cignaroli
- Sainte Famille, 5e autel, par Francesco Lorenzi (it)
- La Rencontre d'Abraham avec Melchizedek de Pietro Marone.

L'autel est dédié à la Vierge de la Providence dont l'encadrement sculpté avec des angelots est d'Antonio Calegari.

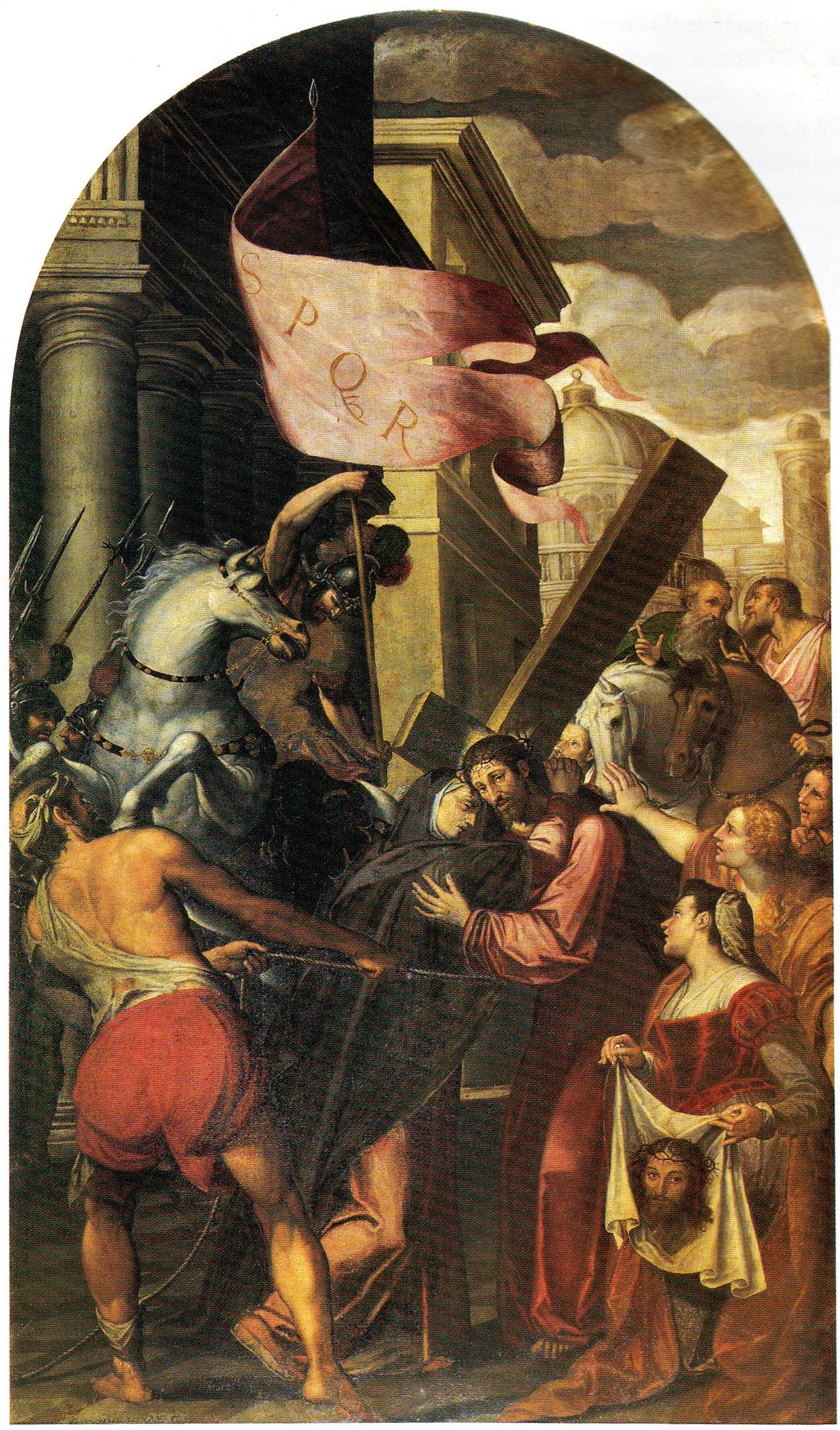
Le Sauveur sortant du Calvaire de Grazio Cossali.
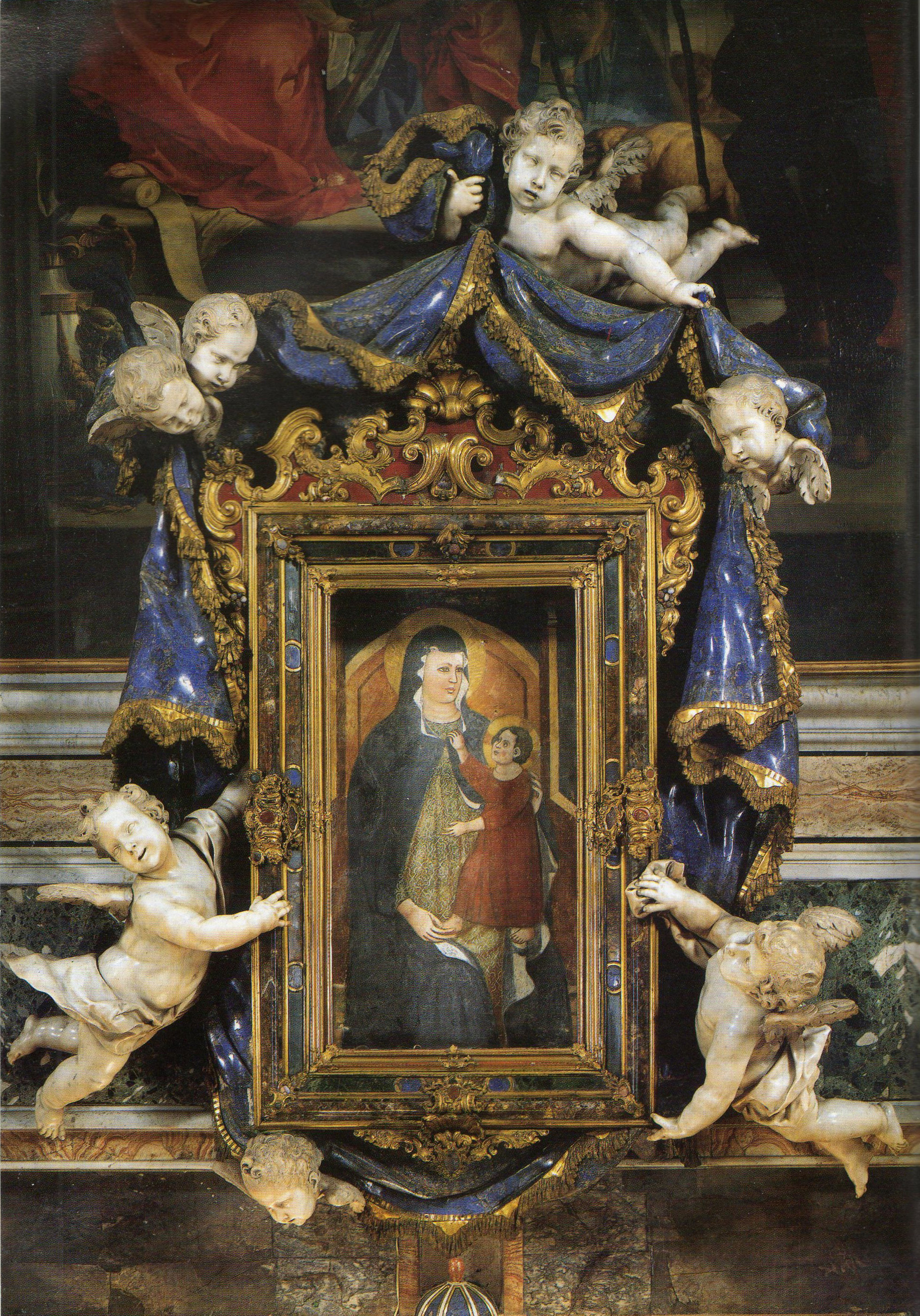
Fresque de la Vierge de la Providence.
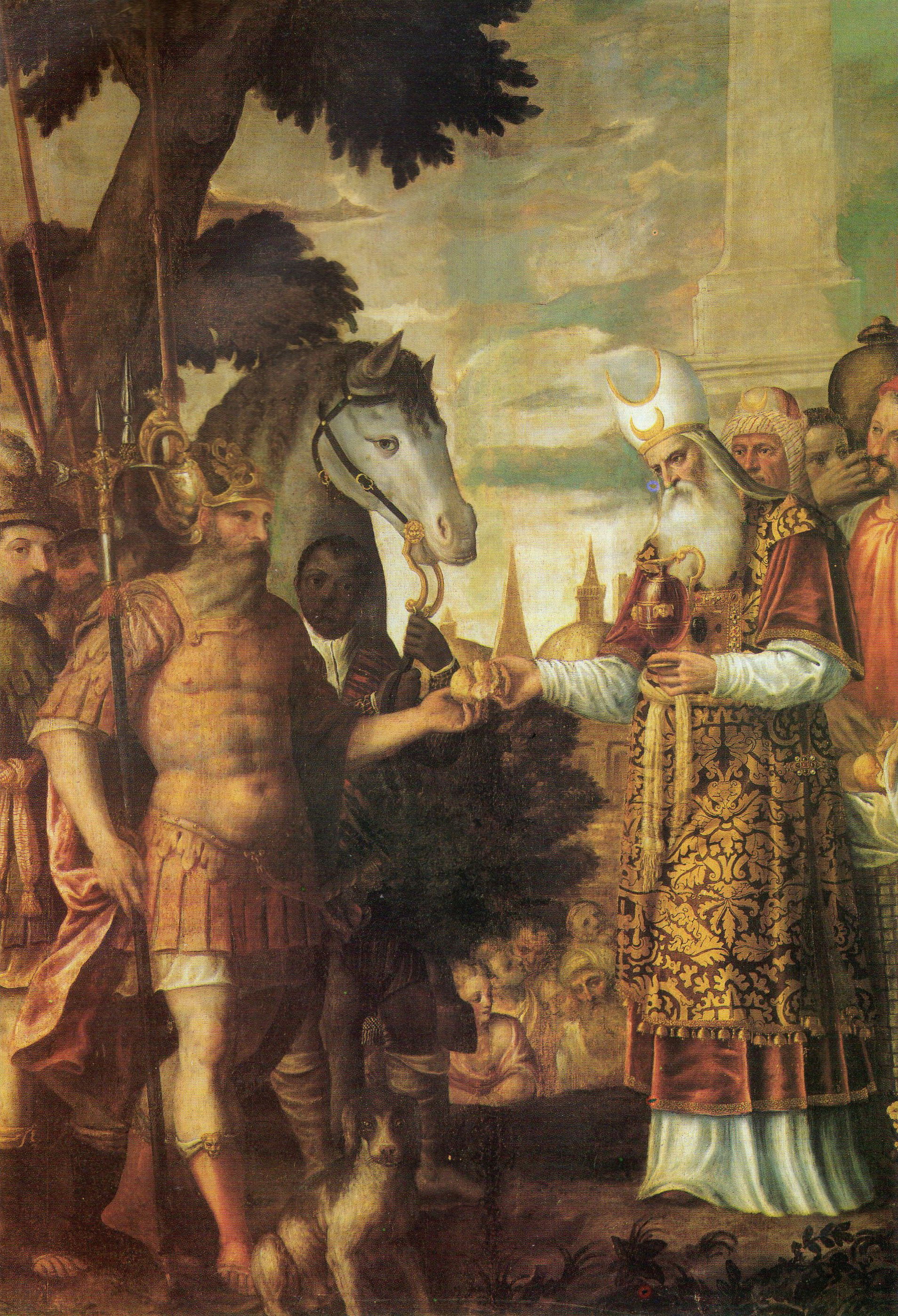
Pietro Marone, La Rencontre d'Abraham avec Melchizedek.